# Trumslagartjärnen (Los socken, Hälsingland)
Trumslagartjärnen är en sjö i Ljusdals kommun i Hälsingland och ingår i Ljusnans huvudavrinningsområde.